# Tirreno-Adriatico 2018
La Tirreno-Adriatico 2018, cinquantatreesima edizione della corsa, valida come settima prova dell'UCI World Tour 2018 categoria 2.UWT, si svolse in sette tappe dal 7 al 13 marzo 2018 su un percorso di 992,55 km, con partenza da Lido di Camaiore, che ha ospitato la cronometro a squadre, e arrivo a San Benedetto del Tronto, sede della cronometro individuale finale. La vittoria fu appannaggio del polacco Michał Kwiatkowski, il quale completò il percorso in 25h32'56", alla media di 38,022 km/h, precedendo l'italiano Damiano Caruso e il britannico Geraint Thomas.
Sul traguardo di San Benedetto del Tronto 135 ciclisti, su 153 partiti da Lido di Camaiore, portarono a termine la competizione.

## Tappe
| Tappa  | Data     | Percorso                                                                | km     | Vincitore di tappa | Leader cl. generale |
| ------ | -------- | ----------------------------------------------------------------------- | ------ | ------------------ | ------------------- |
| 1ª     | 7 marzo  | Lido di Camaiore > Lido di Camaiore (cron. a squadre)                   | 21,5   | BMC Racing Team    | Damiano Caruso      |
| 2ª     | 8 marzo  | Camaiore > Follonica                                                    | 172    | Marcel Kittel      | Patrick Bevin       |
| 3ª     | 9 marzo  | Follonica > Trevi                                                       | 239    | Primož Roglič      | Geraint Thomas      |
| 4ª     | 10 marzo | Foligno > Sarnano Sassotetto                                            | 219    | Mikel Landa        | Damiano Caruso      |
| 5ª     | 11 marzo | Castelraimondo > Filottrano                                             | 178    | Adam Yates         | Michał Kwiatkowski  |
| 6ª     | 12 marzo | Numana > Fano                                                           | 153    | Marcel Kittel      | Michał Kwiatkowski  |
| 7ª     | 13 marzo | San Benedetto del Tronto > San Benedetto del Tronto (cron. individuale) | 10,05  | Rohan Dennis       | Michał Kwiatkowski  |
| Totale | Totale   | Totale                                                                  | 992,55 |                    |                     |

## Squadre e corridori partecipanti
| N.      | Cod. | Squadra                |
| ------- | ---- | ---------------------- |
| 1-7     | BOH  | Bora-Hansgrohe         |
| 11-17   | ALM  | AG2R La Mondiale       |
| 21-27   | AST  | Astana Pro Team        |
| 31-37   | TBM  | Bahrain-Merida         |
| 41-47   | BMC  | BMC Racing Team        |
| 51-57   | GFC  | Groupama-FDJ           |
| 61-67   | GAZ  | Gazprom-RusVelo        |
| 71-77   | ICA  | Israel Cycling Academy |
| 81-87   | LTS  | Lotto Soudal           |
| 91-97   | MTS  | Mitchelton-Scott       |
| 101-107 | MOV  | Movistar Team          |

| N.      | Cod. | Squadra                         |
| ------- | ---- | ------------------------------- |
| 111-117 | NIP  | Nippo-Vini Fantini-Europa Ovini |
| 121-127 | QST  | Quick-Step Floors               |
| 131-137 | DDD  | Team Dimension Data             |
| 141-147 | EFD  | Team EF Education First-Drapac  |
| 151-157 | TKA  | Team Katusha Alpecin            |
| 161-167 | TLJ  | Team Lotto NL-Jumbo             |
| 171-177 | SKY  | Team Sky                        |
| 181-187 | SUN  | Team Sunweb                     |
| 191-197 | TFS  | Trek-Segafredo                  |
| 201-207 | UAD  | UAE Team Emirates               |
| 211-217 | WIL  | Wilier Triestina-Selle Italia   |

## Dettagli delle tappe

### 1ª tappa
- 7 marzo: Lido di Camaiore > Lido di Camaiore – Cronometro a squadre – 21,5 km

Risultati
| Pos. | Squadra          | Tempo  |
| ---- | ---------------- | ------ |
| 1    | BMC Racing Team  | 22'19" |
| 2    | Mitchelton-Scott | a 4"   |
| 3    | Team Sky         | a 10"  |

| Pos. | Corridore      | Squadra | Tempo  |
| ---- | -------------- | ------- | ------ |
| 1    | Damiano Caruso | BMC     | 22'19" |
| 2    | Rohan Dennis   | BMC     | s.t.   |
| 3    | Patrick Bevin  | BMC     | s.t.   |

### 2ª tappa
- 8 marzo: Camaiore > Follonica – 172 km

Risultati
| Pos. | Corridore       | Squadra | Tempo    |
| ---- | --------------- | ------- | -------- |
| 1    | Marcel Kittel   | Katusha | 4h12'24" |
| 2    | Peter Sagan     | Bora    | s.t.     |
| 3    | Giacomo Nizzolo | Trek    | s.t.     |

| Pos. | Corridore      | Squadra | Tempo    |
| ---- | -------------- | ------- | -------- |
| 1    | Patrick Bevin  | BMC     | 4h34'43" |
| 2    | Damiano Caruso | BMC     | s.t.     |
| 3    | Rohan Dennis   | BMC     | s.t.     |

### 3ª tappa
- 9 marzo: Follonica > Trevi – 239 km

Risultati
| Pos. | Corridore     | Squadra    | Tempo    |
| ---- | ------------- | ---------- | -------- |
| 1    | Primož Roglič | Lotto NL   | 6h17'23" |
| 2    | Adam Yates    | Mitchelton | a 3"     |
| 3    | Tiesj Benoot  | Lotto      | a 6"     |

| Pos. | Corridore         | Squadra | Tempo     |
| ---- | ----------------- | ------- | --------- |
| 1    | Geraint Thomas    | Sky     | 10h52'22" |
| 2    | Greg Van Avermaet | BMC     | s.t.      |
| 3    | Chris Froome      | Sky     | a 3"      |

### 4ª tappa
- 10 marzo: Foligno > Sarnano Sassotetto – 219 km

Risultati
| Pos. | Corridore      | Squadra  | Tempo    |
| ---- | -------------- | -------- | -------- |
| 1    | Mikel Landa    | Movistar | 6h22'13" |
| 2    | Rafał Majka    | Bora     | s.t.     |
| 3    | George Bennett | Lotto NL | s.t.     |

| Pos. | Corridore          | Squadra | Tempo     |
| ---- | ------------------ | ------- | --------- |
| 1    | Damiano Caruso     | BMC     | 17h14'49" |
| 2    | Michał Kwiatkowski | Sky     | a 1"      |
| 3    | Wilco Kelderman    | Sunweb  | a 11"     |

### 5ª tappa
- 11 marzo: Castelraimondo > Filottrano – 178 km

Risultati
| Pos. | Corridore          | Squadra    | Tempo    |
| ---- | ------------------ | ---------- | -------- |
| 1    | Adam Yates         | Mitchelton | 4h16'35" |
| 2    | Peter Sagan        | Bora       | a 7"     |
| 3    | Michał Kwiatkowski | Sky        | s.t.     |

| Pos. | Corridore          | Squadra  | Tempo     |
| ---- | ------------------ | -------- | --------- |
| 1    | Michał Kwiatkowski | Sky      | 21h31'28" |
| 2    | Damiano Caruso     | BMC      | a 3"      |
| 3    | Mikel Landa        | Movistar | a 23"     |

### 6ª tappa
- 12 marzo: Numana > Fano – 153 km

Risultati
| Pos. | Corridore           | Squadra    | Tempo    |
| ---- | ------------------- | ---------- | -------- |
| 1    | Marcel Kittel       | Katusha    | 3h49'54" |
| 2    | Peter Sagan         | Bora       | s.t.     |
| 3    | Maximiliano Richeze | Quick-Step | s.t.     |

| Pos. | Corridore          | Squadra  | Tempo     |
| ---- | ------------------ | -------- | --------- |
| 1    | Michał Kwiatkowski | Sky      | 25h21'22" |
| 2    | Damiano Caruso     | BMC      | a 3"      |
| 3    | Mikel Landa        | Movistar | a 23"     |

### 7ª tappa
- 13 marzo: San Benedetto del Tronto > San Benedetto del Tronto – Cronometro individuale – 10,05 km

Risultati
| Pos. | Corridore            | Squadra  | Tempo  |
| ---- | -------------------- | -------- | ------ |
| 1    | Rohan Dennis         | BMC      | 11'14" |
| 2    | Jos van Emden        | Lotto NL | a 4"   |
| 3    | Jonathan Castroviejo | Sky      | a 8"   |

| Pos. | Corridore          | Squadra | Tempo     |
| ---- | ------------------ | ------- | --------- |
| 1    | Michał Kwiatkowski | Sky     | 25h32'56" |
| 2    | Damiano Caruso     | BMC     | a 24"     |
| 3    | Geraint Thomas     | Sky     | a 32"     |

## Evoluzione delle classifiche
| Tappa              | Vincitore          | Classifica generale Maglia azzurra | Classifica a punti Maglia arancione | Classifica scalatori Maglia verde | Classifica giovani Maglia bianca | Classifica a squadre |
| ------------------ | ------------------ | ---------------------------------- | ----------------------------------- | --------------------------------- | -------------------------------- | -------------------- |
| 1ª                 | BMC Racing Team    | Damiano Caruso                     | non assegnata                       | non assegnata                     | Fernando Gaviria                 | BMC Racing Team      |
| 2ª                 | Marcel Kittel      | Patrick Bevin                      | Marcel Kittel                       | Nicola Bagioli                    | Fernando Gaviria                 | BMC Racing Team      |
| 3ª                 | Primož Roglič      | Geraint Thomas                     | Jacopo Mosca                        | Nicola Bagioli                    | Jaime Rosón                      | Team Sky             |
| 4ª                 | Mikel Landa        | Damiano Caruso                     | Jacopo Mosca                        | Nicola Bagioli                    | Tiesj Benoot                     | Team Sky             |
| 5ª                 | Adam Yates         | Michał Kwiatkowski                 | Jacopo Mosca                        | Nicola Bagioli                    | Tiesj Benoot                     | Astana Pro Team      |
| 6ª                 | Marcel Kittel      | Michał Kwiatkowski                 | Jacopo Mosca                        | Nicola Bagioli                    | Tiesj Benoot                     | Astana Pro Team      |
| 7ª                 | Rohan Dennis       | Michał Kwiatkowski                 | Jacopo Mosca                        | Nicola Bagioli                    | Tiesj Benoot                     | Astana Pro Team      |
| Classifiche finali | Classifiche finali | Michał Kwiatkowski                 | Jacopo Mosca                        | Nicola Bagioli                    | Tiesj Benoot                     | Astana Pro Team      |

## Classifiche finali

### Classifica generale - Maglia azzurra
| Pos. | Corridore          | Squadra    | Tempo     |
| ---- | ------------------ | ---------- | --------- |
| 1    | Michał Kwiatkowski | Sky        | 25h32'56" |
| 2    | Damiano Caruso     | BMC        | a 24"     |
| 3    | Geraint Thomas     | Sky        | a 32"     |
| 4    | Tiesj Benoot       | Lotto      | a 1'06"   |
| 5    | Adam Yates         | Mitchelton | a 1'10"   |
| 6    | Mikel Landa        | Movistar   | a 1'13"   |
| 7    | Davide Formolo     | Bora       | a 1'15"   |
| 8    | Jaime Rosón        | Movistar   | s.t.      |
| 9    | George Bennett     | Lotto NL   | a 1'16"   |
| 10   | Rigoberto Urán     | EF         | a 1'22"   |

### Classifica a punti - Maglia arancione
| Pos. | Corridore     | Squadra    | Punti |
| ---- | ------------- | ---------- | ----- |
| 1    | Jacopo Mosca  | Wilier     | 33    |
| 2    | Peter Sagan   | Bora       | 30    |
| 3    | Marcel Kittel | Katusha    | 24    |
| 4    | Adam Yates    | Mitchelton | 24    |
| 5    | Mikel Landa   | Movistar   | 21    |

### Classifica scalatori - Maglia verde
| Pos. | Corridore      | Squadra  | Punti |
| ---- | -------------- | -------- | ----- |
| 1    | Nicola Bagioli | Nippo    | 35    |
| 2    | Jacopo Mosca   | Wilier   | 25    |
| 3    | Dario Cataldo  | Astana   | 20    |
| 4    | Mikel Landa    | Movistar | 15    |
| 5    | Rafał Majka    | Bora     | 10    |

### Classifica giovani - Maglia bianca
| Pos. | Corridore          | Squadra  | Punti     |
| ---- | ------------------ | -------- | --------- |
| 1    | Tiesj Benoot       | Lotto    | 25h34'02" |
| 2    | Jaime Rosón        | Movistar | a 9"      |
| 3    | Miguel Ángel López | Astana   | a 2'21"   |
| 4    | Gianni Moscon      | Sky      | a 22'06"  |
| 5    | Aleksandr Vlasov   | Gazprom  | a 28'24"  |

### Classifica a squadre
| Pos. | Squadra           | Tempo     |
| ---- | ----------------- | --------- |
| 1    | Astana Pro Team   | 76h02'04" |
| 2    | Team Sky          | a 39"     |
| 3    | Bahrain-Merida    | a 43"     |
| 4    | Bora-Hansgrohe    | a 1'41"   |
| 5    | UAE Team Emirates | a 2'52"   |